# Mohpada Alias Wasambe
Mohpada Alias Wasambe é uma vila no distrito de Raigarh, no estado indiano de Maharashtra.

## Demografia
Segundo o censo de 2001, Mohpada Alias Wasambe tinha uma população de 8735 habitantes. Os indivíduos do sexo masculino constituem 54% da população e os do sexo feminino 46%. Mohpada Alias Wasambe tem uma taxa de literacia de 76%, superior à média nacional de 59.5%: a literacia no sexo masculino é de 80% e no sexo feminino é de 71%. Em Mohpada Alias Wasambe, 16% da população está abaixo dos 6 anos de idade.